# Pont-túnel

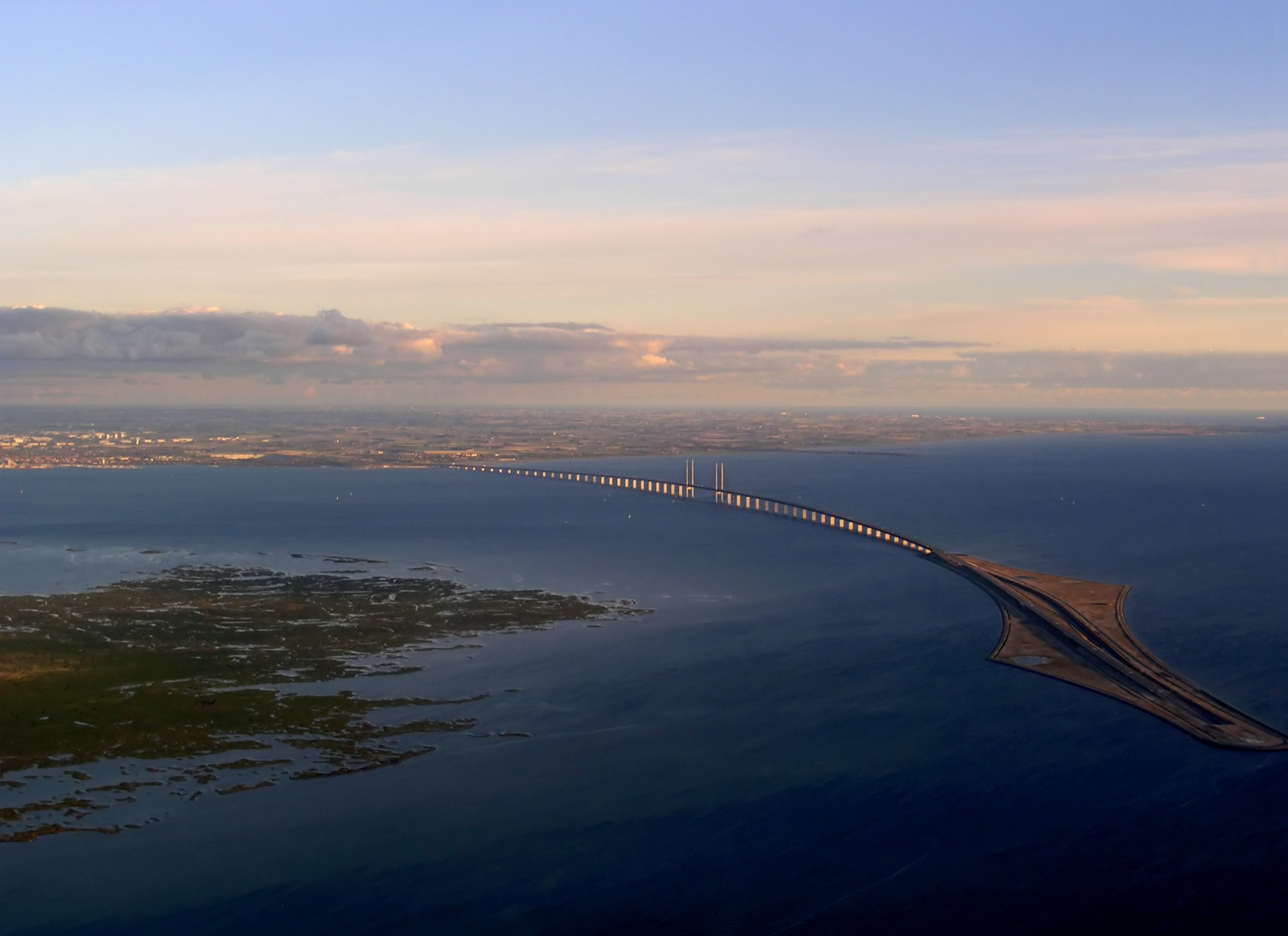
El pont de Øresund

Un pont–túnel (en anglès: bridge–tunnel), o enllaç fix (en anglès: fixed link) o encreuament fix (en anglès: fixed crossing), és una connexió permanent i ininterrompuda a través d'un cos d'aigua, per carretera o ferrocarril, que utilitza una combinació de ponts, túnels i calçades o passos elevats i que no implica connexions intermitents com els ponts llevadissos o transbordadors.
El pont de la Confederació, abans que tingués un nom oficial, es va conèixer com "The Fixed Link" (L'Enllaç Fix) entre els seus usuaris, residents de Nova Brunswick i de l'Illa del Príncep Eduard.

## Túnels i ponts–túnels
Per travessar un cos d'aigua, un túnel és generalment una solució més costosa que construir un pont. No obstant això, les requeriments derivats de la navegació en alguns llocs poden limitar l'ús de ponts elevats o ponts llevadissos en creuar els canals de navegació, fent necessari l'ús d'un túnel. Exemples d'aquests túnels són, als Estats Units, els túnels del riu Elizabeth, entre les ciutats de Norfolk i Portsmouth, i a Canadà, el túnel George Massey, en el Gran Vancouver, i el Pont Túnel Louis-Hippolyte Lafontaine a l'illa de Mont-real, per sota del Riu Sant Llorenç.
En altres casos, quan estan involucrades distàncies més llargues, un pont–túnel pot ser una solució menys costosa i més fàcil de ventilar que un únic i llarg túnel. Aquesta situació es pot donar quan no es permeten els ponts levadizos, més econòmics, per una raó o una altra. Per exemple, en l'estat nord-americà de Virgínia, són exemples d'aquest tipus els encreuaments del pont–túnel Hampton Roads i del pont–túnel Memorial Monitor–Merrimac, tots dos en el port de Hampton Roads, i el pont–túnel Badia Chesapeake, una estructura de 37 km de longitud (incloent carreteres d'aproximació) que creua la boca de la badia de Chesapeake amb una combinació de ponts i túnels travessant dos canals de navegació molt distants entre si, utilitzant quatre illes artificials construïdes en la badia com a portals. Van haver de dissenyar-se túnels en lloc de ponts llevadissos perquè els cossos d'aigua que creuen són crítics per a les operacions navals militars i no podien permetre's el luxe de quedar bloquejades per l'ensulsiada d'un pont en cas de desastre o guerra.
Un altre exemple és el pont de Øresund, que connecta Suècia i Dinamarca. Té 7,8 km de pont, una illa artificial enmig de l'estret de Øresund, i un túnel de 4,0 km a la zona més a prop de Dinamarca. En aquest cas, no es podia construir un pont perquè hauria estat massa a prop de l'aeroport internacional de Copenhaguen.
El Tokio Bay Aqualine, és una combinació pont–túnel que travessa la badia de Tòquio, al Japó. Connecta la ciutat de Kawasaki, en la prefectura de Kanagawa, amb la ciutat de Kisarazu en la prefectura de Chiba. Amb una longitud total de 14 km, inclou un túnel de 4,4 km i un pont de 9,6 km per sota de la badia, que és el túnel submarí de carretera, més llarg del món. Els ponts llevadissos eren poc aconsellables aquí perquè la badia de Tòquio és una ruta marítima massa activa.